# Người bất đồng chính kiến
Người bất đồng chính kiến, hiểu theo nghĩa rộng, là người tích cực phản đối một học thuyết, một chính sách của nhà nước, thường là ôn hòa bất bạo động và thể hiện ý kiến qua dạng phát biểu phản biện, viết báo... thường là trên phương tiện ngoài tầm kiểm soát của chính quyền và không được nhà nước chính thức thừa nhận, loan tải hay cho phép. Khi nhiều người bất đồng chính kiến tập hợp lại và cùng vì một mục đích thì có thể thành phong trào bất đồng chính kiến. Khi được hoạt động công khai và được chính quyền cho phép thì họ trở thành lực lượng đối lập, có thể nêu quan điểm công khai hay ra tranh cử. Có thể nói bất đồng chính kiến là bước đầu, nếu chính quyền cho phép thành lập đối lập thì họ liên kết, tổ chức và hoạt động công khai thành lực lượng đối lập, nếu bị cấm đoán nữa thì đôi khi lực lượng đối lập chuyển sang hoạt động bí mật, dùng vũ khí tìm cách lật đổ chính quyền. Tuy nhiên, tùy thuộc vào bản chất chính nghĩa của lực lượng đó, nhiều lực lượng vũ trang trên thế giới vẫn bị gọi là "tổ chức tội phạm", "tổ chức khủng bố".
Có những người bất đồng chính kiến đạt được ảnh hưởng và sự ủng hộ đủ lớn để trở thành phe đối lập và tạo ra những cuộc cách mạng thay đổi chế độ, ví dụ như trường hợp của Nelson Mandela hay Lech Wałęsa.
Việc định nghĩa thế nào là "bất đồng chính kiến" và ai là đối tượng bất đồng chính kiến hiện vẫn gây nhiều tranh cãi. Nhiều chính phủ và các hệ thống chính trị khác nhau trên thế giới vẫn kết tội "vi phạm luật pháp", "tội phạm có tổ chức", "khủng bố" cho những người chống họ, đặc biệt là các nhóm áp dụng biện pháp bạo lực.

## Bất đồng chính kiến ở Hoa Kỳ
Thuật ngữ "bất đồng chính kiến" (dissident) đã được áp dụng cho những người trong nước Mỹ để biểu thị những người đã tiết lộ những bí mật của Chính phủ Mỹ, như trong ví dụ của Bradley Manning, bị 35 năm tù vì đã tiết lộ các đoạn video của các cuộc không kích Baghdad và các thông tin khác với thế giới qua WikiLeaks; hoặc Edward Snowden, phải sang Nga tị nạn vì tiết lộ việc Chính phủ Mỹ đã do thám các hoạt động Internet của người dân và các quan chức chính phủ của các quốc gia khác, bao gồm cả các nước đồng minh, cũng như công dân của họ, chẳng hạn như trong trường hợp của chương trình PRISM và XKeyScore.

## Bất đồng chính kiến ở Việt Nam
Ở Việt Nam vào thế kỷ 21, nhiều người bất đồng chính kiến phản đối chế độ độc đảng và ủng hộ phương pháp đấu tranh bất bạo động. Một số nhân vật bất đồng chính kiến như Hoàng Minh Chính, Bùi Tín, Lê Thị Công Nhân, Nguyễn Văn Lý, Lê Công Định, Nguyễn Tiến Trung, Nguyễn Văn Đài, Trần Huỳnh Duy Thức, Phạm Hồng Sơn, Nguyễn Khắc Toàn, Lê Chí Quang, Phạm Văn Trội, Cù Huy Hà Vũ... hầu hết đều bị chính quyền kết tội hình sự và phạt tù. Nhà văn Nguyễn Thị Từ Huy cho rằng những người này không phải là lương tâm của xã hội Việt Nam.

## Sách báo
- Michel Eltchaninoff, một triết gia Pháp, đã viết cuốn "Les Nouveaux Dissidents" (được nhà phê bình Từ Thức gọi là Những người ly khai mới), xuất bản tháng 3 năm 2016, sau khi bỏ ra nhiều năm đi gặp và nghiên cứu về các người bất đồng chính kiến tại nhiều quốc gia như Nga, Ukraine, Trung Hoa, Tibet, Iran, Palestine, và Mexico. Ông cho họ là "những người đi trước thời đại. Họ được nuôi dưỡng bởi sự can đảm và thái độ nổi loạn. Họ phơi trần những tệ trạng không thể chấp nhận trong xã hội họ đang sống: áp lực, kiểm duyệt, thao túng quyền hành, gian lận bầu cử, sát hại người vô tội, chiếm nhà chiếm đất... Nhưng họ tranh đấu dưới những hình thức đôi khi độc đáo, luôn luôn bất bạo động. Họ không tìm cách bịt mắt giả mù, cũng không đánh võ miệng trước những bất công, những lạm dụng quyền thế. Họ hành động để đặt nhà cầm quyền trước trách nhiệm của mình. Nếu nhà cầm quyền trả lời bằng cách đàn áp, họ chịu đòn nhưng tiếp tục hành động. Nếu nhà cầm quyền lùi, họ thắng. Trong bất cứ xã hội nào, chúng ta cũng cần những người ly khai mới".[4]